# Michail Mamiasjvili
Michail Gerazijevitj Mamiasjvili, född den 21 november 1963 i Konotop i Ukrainska SSR i Sovjetunionen (nu Ukraina), är en sovjetisk brottare som tog OS-guld i mellanviktsbrottning i den grekisk-romerska klassen 1988 i Seoul.